# Vyšná Hutka
Vyšná Hutka es un municipio del distrito de Košice-okolie en la región de Košice, Eslovaquia, con una población estimada a final del año 2024 de 549 habitantes.
Se encuentra ubicado en el centro de la región, en la cuenca hidrográfica del río Sajó (afluente derecho del Tisza) y cerca de la frontera con la región de Prešov y con Hungría.

## Demografía
| Año        | 1994 | 2004    | 2014     | 2024     |
| ---------- | ---- | ------- | -------- | -------- |
| Población  | 363  | 356     | 446      | 549      |
| Diferencia |      | −1,92 % | +25,28 % | +23,09 % |

| Año        | 2023 | 2024    |
| ---------- | ---- | ------- |
| Población  | 536  | 549     |
| Diferencia |      | +2,42 % |